# BBC France
BBC France est, comme BBC Germany, une filiale de la British Broadcasting Corporation (BBC), appartenant à BBC Worldwide, ayant pour but de représenter la BBC et ses productions en France, telles que Danse avec les stars, Le Meilleur Pâtissier, 100% logique et Top Gear France ,,.